# Dame Marie
Dame Marie är en kommun i Haiti.   Den ligger i departementet Grand'Anse, i den västra delen av landet, 210 km väster om huvudstaden Port-au-Prince.